# Jitse Groen
Jitse Groen (Delft, 2 juni 1978)) is de oprichter en CEO van Just Eat Takeaway.

## Levensloop
Jitse Groen is geboren in Delft, maar groeide op in de Noord-Hollandse dorpen Kolhorn en ’t Veld. Hij studeerde bedrijfsinformatietechnologie aan de Universiteit Twente.

### Takeaway.com
Groen richtte in 2000, op 21-jarige leeftijd, Thuisbezorgd.nl op nadat hij tijdens een familiefeest eten wilde laten bezorgen, maar opmerkte dat dit alleen door pizzeria's werd gedaan. Nadat het bedrijf in circa 10 jaar tijd de grootste maaltijdbezorgdienst in Nederland werd, nam het met behulp van durfkapitaal concurrenten in het buitenland over.
In 2017 was Groen volgens Quote magazine de rijkste self-made miljonair jonger dan 40 en in 2018 zou Groen miljardair zijn.
In 2021, met de coronamaatregelen die de vraag naar bezorgmaaltijden opdreven, besloot Groen om het Amerikaanse Grubhub over te nemen voor 6,4 miljard euro. Dit maakte Just Eat Takeaway de op een na grootste maaltijdbezorger ter wereld.
De overname van Grubhub bleek uiteindelijk geen succes; zware verliezen volgden, en Grubhub werd in 2024 verkocht voor slechts 600 miljoen euro.
In 2025 is Just Eat overgenomen door Prosus voor 4,1 miljard euro. Groen blijft aan als CEO en gelooft hij dat Just Eat Takeaway onder de nieuwe eigenaar Prosus sneller kan groeien.

## Persoonlijk
Groen houdt van vliegen en zou vlieglessen hebben gehad. Hij zou bewust weinig over zijn privéleven kwijt willen.